# Joseph Keith Symons
Joseph Keith Symons (Champion, 14 ottobre 1932) è un vescovo cattolico statunitense, dal 6 giugno 1998 vescovo emerito di Palm Beach.

## Biografia
Monsignor Joseph Keith Symons è nato a Champion, Michigan, il 14 ottobre 1932.

### Formazione e ministero sacerdotale
Il 18 maggio 1958 è stato ordinato presbitero per la diocesi di Saint Augustine. Ha ricoperto diversi incarichi pastorali in questa diocesi e, dal 1968, nella nuova diocesi di Saint Petersburg.

### Ministero episcopale
Il 16 gennaio 1981 papa Giovanni Paolo II lo ha nominato vescovo ausiliare di Saint Petersburg e titolare di Sigo. Ha ricevuto l'ordinazione episcopale il 19 marzo successivo dal vescovo di Saint Petersburg William Thomas Larkin, coconsacranti l'arcivescovo metropolita di Miami Edward Anthony McCarthy e quello di Louisville Thomas Joseph McDonough.
Il 4 ottobre 1983 papa Giovanni Paolo II lo ha nominato vescovo di Pensacola-Tallahassee. Ha preso possesso della diocesi l'8 novembre successivo.
Il 12 giugno 1990 papa Giovanni Paolo II lo ha nominato vescovo di Palm Beach. Ha preso possesso della diocesi il 31 luglio successivo.
Nel 1991 ha suscitato polemiche l'autorizzazione da lui concessa alla ripresa del rito di esorcismo eseguito dal reverendo James J. LeBar e da altri sacerdoti su una ragazza di 16 anni identificata solo come "Gina". Il filmato dell'esorcismo è stato poi trasmesso pubblicamente sul programma dell'ABC 20/20. Monsignor Symons ha spiegato che sperava che la trasmissione avrebbe aiutato "a contrastare le attività diaboliche intorno a noi".
Il 6 giugno 1998 papa Giovanni Paolo II ha accettato la sua rinuncia al governo pastorale della diocesi e ha nominato monsignor Robert Nugent Lynch amministratore apostolico della stessa.
Cinque settimane prima un uomo di mezza età aveva riferito ai funzionari della Chiesa di essere stato molestato sessualmente da monsignor Symons quando era adolescente. Poco dopo monsignor Symons ha ammesso di aver molestato cinque adolescenti quando era prete. Monsignor Lynch ha rifiutato di specificare dove o quando si è verificato l'abuso, ma ha confermato che c'erano almeno cinque vittime in tre chiese: tutti parrocchiani, tutti ragazzi e molto probabilmente tutti chierichetti. In almeno un caso, l'abuso è durato diversi anni. Il vescovo Symons ha però sostenuto di non aver abusato di nessuno da almeno 25 anni. Monsignor Lynch ha affermato anche che dopo diversi anni di abusi, il vescovo Symons aveva consultato un altro prete che gli consigliato di astenersi dall'alcol e di essere casto. Ha detto di non aver criticato quel consigliere spirituale per non aver costretto il prete ribelle a chiedere aiuto quando ha confessato per la prima volta le molestie. "La pedofilia non era nemmeno nei manuali psicologici quando sono avvenuti questi abusi", ha detto monsignor Lynch. "La vecchia teoria era: fai una buona confessione e non peccare più. Non ci siamo mai resi conto che era una malattia". Ha anche affermato che monsignor Symons si sarebbe sottoposto a una terapia psicologica al St. Luke Institute di Suitland che avrebbe potuto durare fino a un anno.
Al termine del trattamento monsignor Symons è tornato in Michigan e ha preso residenza in un convento ad Alma dove guidava ritiri spirituali per adulti.

## Genealogia episcopale
La genealogia episcopale è:
- Cardinale Scipione Rebiba
- Cardinale Giulio Antonio Santori
- Cardinale Girolamo Bernerio, O.P.
- Arcivescovo Galeazzo Sanvitale
- Cardinale Ludovico Ludovisi
- Cardinale Luigi Caetani
- Cardinale Ulderico Carpegna
- Cardinale Paluzzo Paluzzi Altieri degli Albertoni
- Papa Benedetto XIII
- Papa Benedetto XIV
- Papa Clemente XIII
- Cardinale Enrico Benedetto Stuart
- Papa Leone XII
- Cardinale Chiarissimo Falconieri Mellini
- Cardinale Camillo Di Pietro
- Cardinale Mieczysław Halka Ledóchowski
- Cardinale Jan Maurycy Paweł Puzyna de Kosielsko
- Arcivescovo Józef Bilczewski
- Arcivescovo Bolesław Twardowski
- Arcivescovo Eugeniusz Baziak
- Papa Giovanni Paolo II
- Vescovo William Thomas Larkin
- Vescovo Joseph Keith Symons